# Dramer om dömda
Dramer om dömda är en bok av Stig Dagerman utgiven 1948 som består av hans teaterpjäser Den dödsdömde (1947) och Skuggan av Mart (1948).